# Термогазохімічне діяння на привибійну зону пласта
Термогазохімічне діяння на привибійну зону пласта — діяння на привибійну зону пласта з метою збільшення її проникності, яке основане на використанні як впливовий реагент порохових газів, одержуваних при спалюванні в межах інтервалу продуктивного пласта спеціальних порохових зарядів.